# سونی اریکسون دبلیو۳۰۰آی
سونی اریکسون دبلیو۳۰۰آی (به انگلیسی: Sony Ericsson W300i)، یک‌نمونه از گوشی‌های تلفن همراه سری دبلیو (به انگلیسی: W) شرکت سونی اریکسون می‌باشد که توسط همین شرکت به بازار عرضه شده‌است.

## نگارخانه

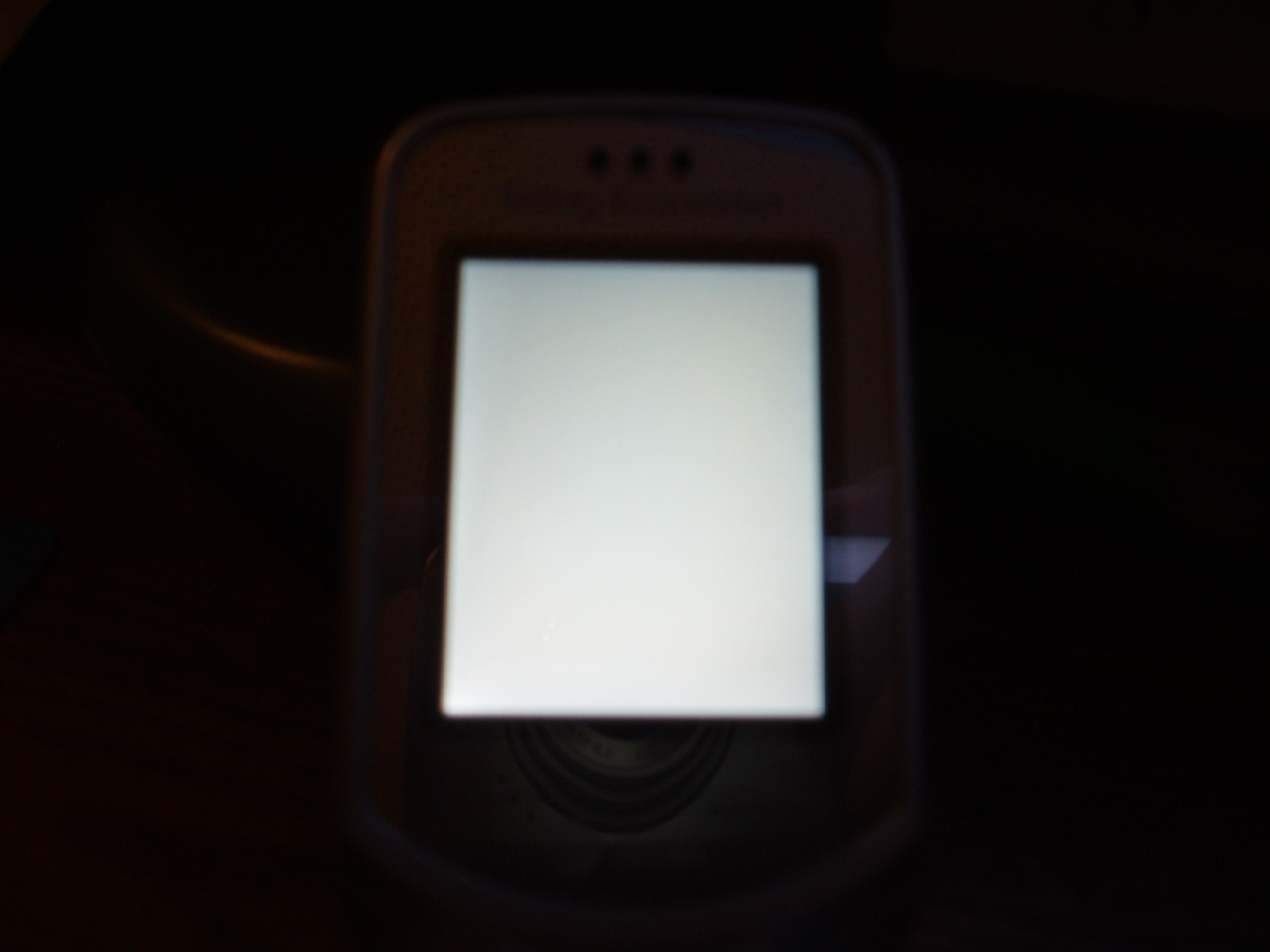